# Sotir (Schiff)
Die Sotir (griechisch Σωτήρ = Retter) war eine Brigg der Marine der griechischen Freiheitskämpfer. Ursprünglich war es das französische Kriegsschiff Sauveur, das 1826 von französischen und Schweizer Philhellenen für 260.000 Franc angekauft wurde. Der griechische Name ist eine Übersetzung des französischen Namens.
Der englische Kapitän Thomas ließ das Schiff in Marseille ausstatten. Thomas Cochrane traf Kapitän George Thomas in Saint-Tropez und am 23. Februar 1827 segelten sie mit der Brigg Sotir und den Schonern Unicorn und Union nach Griechenland. Am 13. März 1827 erreichten sie den Hafen von Poros.
Am 29./30. September 1827 unterstützte die Sotir die Karteria beim Angriff auf den Hafen von Itea. Am 6. Januar 1828 sank die Sotir bei Unwetter in der Nähe von Chios.